# Henri Brisson
Pour les articles homonymes, voir Brisson.

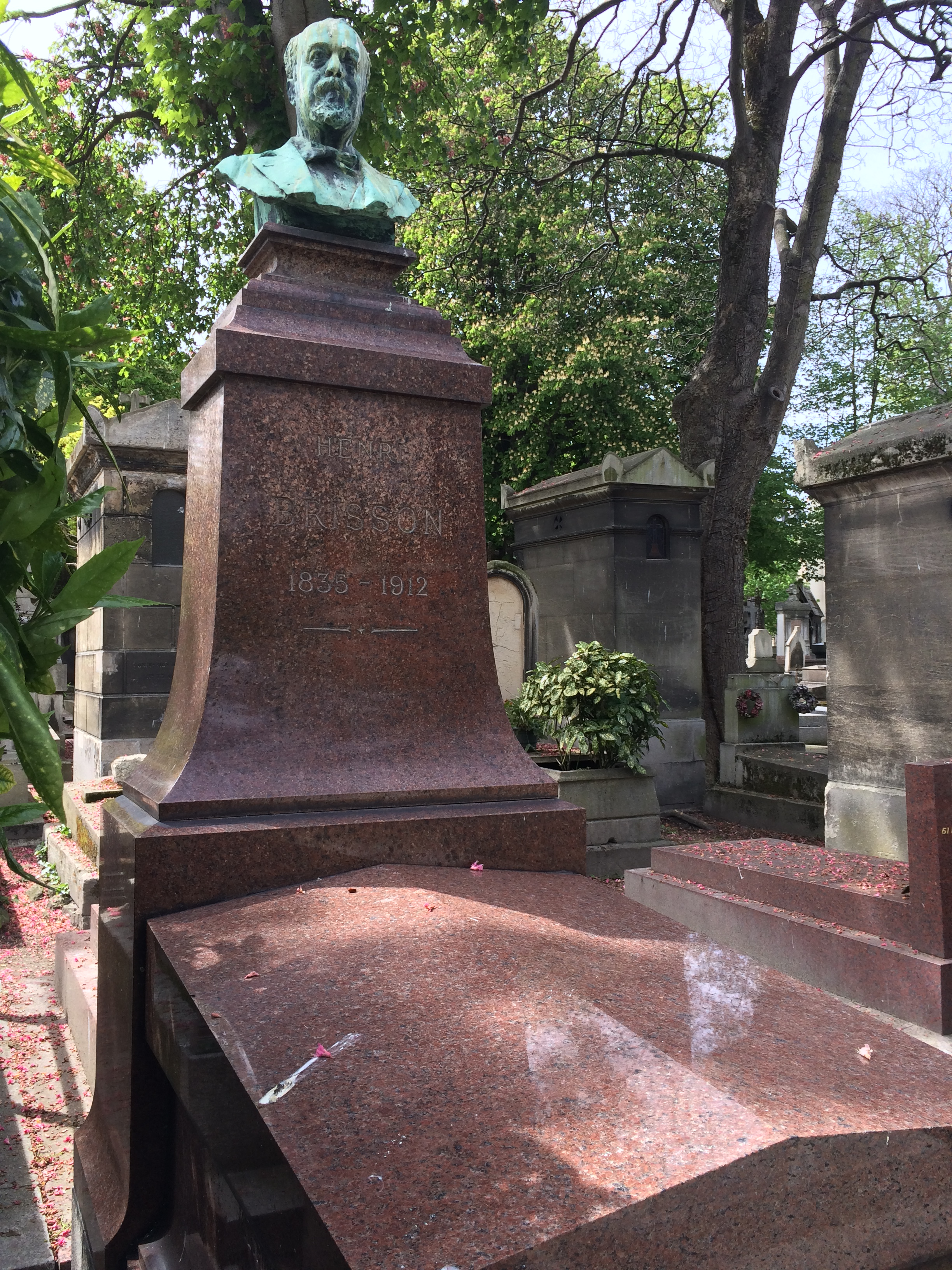
Tombe de Henri Brisson au cimetière Montmartre (div. 23), à Paris XVIIIe

Henri Brisson, né le 31 juillet 1835 à Bourges (Cher) et mort le 14 avril 1912 à Paris (Seine), est un avocat, journaliste et homme d'État français.

## Biographie

### Jeunesse
Son père, Louis-Adolphe Brisson, avoué d'appel à Bourges, où il a formé un parti républicain, et la Revue mensuelle et, en 1831, la Revue du Cher, de l’Indre et de la Nièvre à la fin de la Restauration, a été président du comité antiplébiscitaire de 1870, et a été élu au conseil général du Cher, comme candidat républicain. Après de bonnes études au lycée de Bourges, il fait son droit à Paris. Encore étudiant, il se lie d'amitié avec des professeurs démissionnaires pour refus de serment à l'Empire, comme Frédéric Morin, Jules Barni, Eugène Despois et Ribert. À 19 ans, en 1854, il participe avec ceux-ci à la fondation, au Quartier latin, de l'Avenir, le premier journal républicain du quartier Latin, revue hebdomadaire des lettres, avec la collaboration d'Eugène Pelletan, de Catalan et de Vacherot. Le journal l'Avenir est supprimé peu après par jugement. Brisson y a publié, par exemple, des articles sur Marnix de Sainte-Aldegonde et Les Révolutions d'Italie d'Edgar Quinet ainsi que Les Réformateurs au XVIe siècle de Victor Chauffour.
En 1856, il entre dans les loges maçonniques, dont il devient bientôt l'un des membres les plus actifs et où il se révèle son talent oratoire. 

### Journalisme
En 1856-57, il collabore à la feuille italienne la Ragione, journal de philosophie religieuse, politique et sociale, fondée à Turin par Ausonio Franchi. Au rang des collaborateurs de la Ragione, figurent Charles Renouvier, Louis de Potter, Edgar Quinet et Louis Blanc. Brisson y publie des Lettres sur le mouvement littéraire et philosophique français. Il collabore également à la Revue philosophique et religieuse avec Émile Littré, Charles Renouvier, Amédée Guillemin, Élisée Reclus et Charles Fauvety.
En 1859, avec Frédéric Morin et quelques autres amis, il contribue à la création du Progrès de Lyon, journal libéral, très hostile à l'Empire. Il y publie une rubrique Correspondance parisienne, que le préfet du Rhône, au bout de peu de temps, ordonne de ne plus faire insérer,. De 1861 à 1865, Brisson collabore au Phare de la Loire, y donnant de nombreux articles politiques, ainsi que quelques critiques littéraires, comme son grand article sur l’Histoire de la campagne de 1815 d’Edgar Quinet, et le texte de conférences qu'il fait à Paris en avril 1864 sur des pamphlétaires, tels Paul-Louis Courier et Claude Tillier.
Il va passer l'hiver en Égypte, et il fait paraître dans la Réforme littéraire une série de lettres intitulée Au bord du Nil, mêlant charme descriptif et pensée philosophique. Outre la Réforme littéraire et le Phare de la Loire (1861), il publie également dans la Revue littéraire du mois de Lille un article sur les brochures que viennent de faire paraître Ernest Renan et Charles Lemonnier. Enfin, le 30 mai 1864, il entre au Temps, fondé et dirigé par Auguste Nefftzer, où on remarque un article sur la mort de Prosper Enfantin, et qu'il quitte au mois de mai 1869 pour L'Avenir national, fondé par Alphonse Peyrat, journal républicain plus avancé et où il devra rester jusqu'à la guerre de 1870. En 1868, il crée et rédige, avec ses amis Challemel-Lacour et Gambetta, la Revue politique, est poursuivi pour un article publié dans ce recueil et prononce lui-même sa défense en police correctionnelle, qui est très remarquée.

### Parcours politique

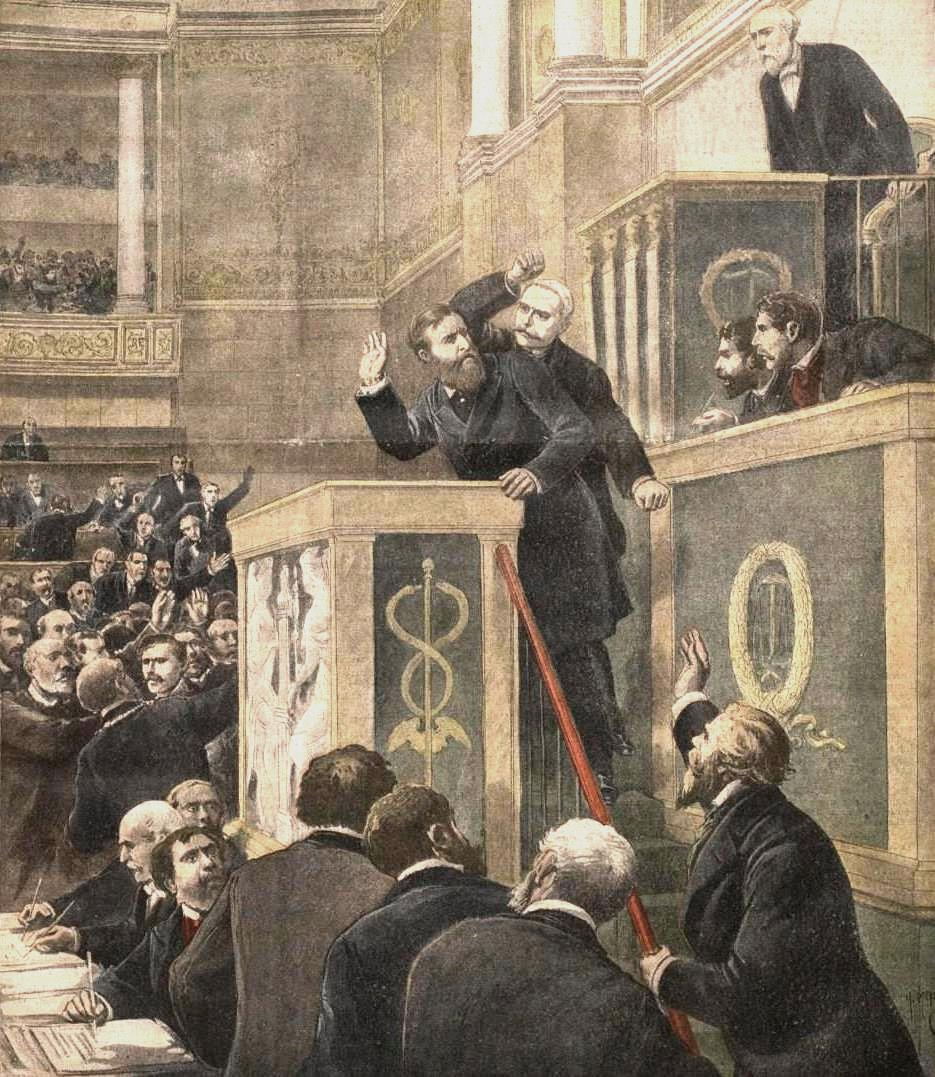
Séance scandaleuse à la Chambre des députés dans le supplément illustré du Petit Journal, no 377 du dimanche 6 février 1898.

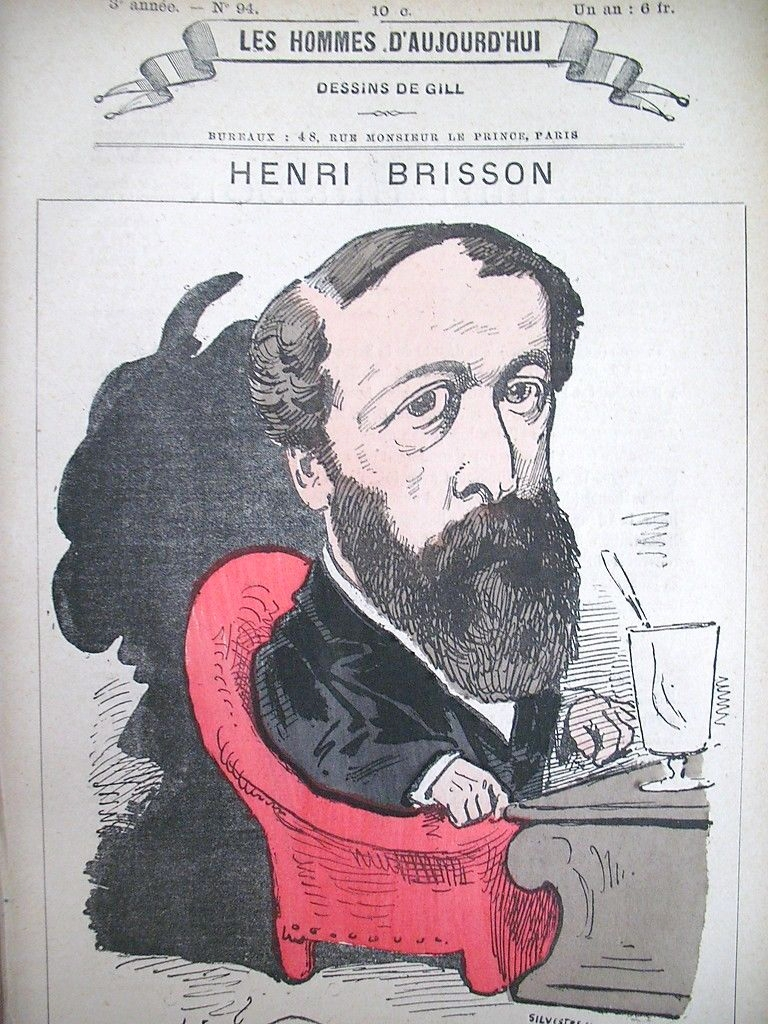
Caricature de Brisson par André Gill, dans les Hommes d'aujourd'hui, no 94, 1880.

Il s’est fait un nom dans le journalisme avant de s’en faire un comme orateur et comme homme politique. À ce point de vue, il est en 1866, du très petit nombre de ceux qui, avant Sadowa, ont signalé le danger que l'ambition de la Prusse faisait courir à la France, à une époque où presque tous les écrivains du parti républicain démocratique se prononçaient pour la Prusse contre l’Autriche.
Le dimanche 6 août 1865 paraît le premier numéro de la Morale Indépendante, hebdomadaire fondé avec Alexandre Massol, et qui sert d'organe à un mouvement philosophique qui part des loges maçonniques dans le but d'opposer la morale humaine, progressive, à la morale théologique et ascétique. De 1865 à 1867, Il y publie, outre ses articles de polémique courante, de nombreux articles philosophiques et littéraires, qui ont un succès suffisant pour que le Père Hyacinthe, qui prêche alors à Notre-Dame, consacre ses conférences de l'Avent 1865-1866, à combattre les doctrines de la Morale indépendante.
À partir de cette période, son engagement politique, manifeste déjà depuis de nombreuses années, s'intensifie. Le 1er février 1866, il entre à la Revue Nationale et étrangère, fondée par l'éditeur Gervais Charpentier, revue libérale et littéraire où collaborent Édouard Laboulaye, Pierre Lanfrey, Eugène Despois, etc. Il y publie divers articles contre la Prusse et il est chargé de la chronique politique quand la Revue Nationale devient hebdomadaire. Il multiplie ses articles politiques dans l'Almanach de la Coopération (par exemple La Tyrannie au village ou N'oublions pas la politique) et dans le Siècle, préface l'ouvrage l'Angleterre et ses institutions et, en 1868, participe à la fondation de la Revue politique et littéraire avec Gambetta, Challemel-Lacour, Allain-Targé, Clément Laurier, etc. Il écrit des articles sur Dufaure, sur la France Nouvelle, ouvrage de Prévost-Paradol, qui y défend le gouvernement parlementaire, sur la Révolution, sur le salaire des cultes, sur la souscription Baudin. Ce dernier article lui vaut de passer au tribunal. Étant avocat, il se défend seul et est condamné, mais ce procès et cette condamnation le lancent définitivement dans la politique militante.
Candidat à Paris aux élections complémentaires de 1869, il a le plus grand succès dans les réunions politiques, mais se voit préférer Glais-Bizoin. Après le 4 septembre, il entre comme garde national dans le corps d’artillerie du colonel Schœlcher, qu'il abandonne bientôt pour remplir les fonctions d'adjoint au maire de Paris. Nommé après le 4 septembre adjoint au maire de Paris, dans la soirée du 31 octobre, il joint sa signature à celles de Dorian, Schœlcher, Arago, Floquet et Hérisson sur l’affiche qui convoque les électeurs pour la nomination d'un conseil municipal. Cette affiche ayant été désavouée par le gouvernement, il donne sa démission d'adjoint, mais conserve ses fonctions de membre de la commission de l'assistance publique et de l'enseignement primaire, où il a plusieurs fois l'occasion de défendre avec énergie la cause de l'enseignement laïque. 
Élu à l’Assemblée nationale représentant de la Seine le 8 février 1871, il siége à l'extrême gauche. Alors qu'il n'a pas approuvé la Commune, il est le premier à proposer une amnistie pour les condamnés (13 septembre 1871),  ainsi que d'une des propositions de dissolution déposées au nom de l'extrême gauche, mais sa proposition est rejetée aux voix. Membre du groupe de l'Union républicaine, il en devient le président. Réélu en 1876, il est en mai 1877 l'un des signataires du manifeste des 363. Il est également président de la commission du budget en 1879, président de la Chambre des députés le 3 novembre 1881, en remplacement de Gambetta jusqu'en mars 1885, où il devient président du Conseil après la démission de Jules Ferry. Mais il démissionne quand, après les élections générales de cette année-là, il n'obtient que de justesse une majorité lors du vote de crédits pour l'expédition du Tonkin.

Élu, aux élections législatives du 20 février 1876, pour le 10e arrondissement de Paris (Seine), par 15, 650 voix, un groupe d'électeurs de cet arrondissement lui soumet le programme suivant : « Amnistie ; Suppression de l'état de siège ; liberté de la presse ; Liberté d'association et de réunion ; Élection des maires et adjoints par les conseillers municipaux ; Instruction primaire obligatoire, gratuite et laïque ; Défense de la société civile contre l'envahissement clérical ; Séparation de l'Église et de l’État ; Service militaire obligatoire pour tous; Révision de l'assiette des impôts tendant à dégrever le travail et la production. » Il leur répond : 

« Sur les dix articles que contient votre programme, il en est huit dont j'ai déjà pris la défense à la tribune de l'Assemblée nationale. J'ai soutenu les deux autres de mes votes. C'est le programme de la République radicale, (c’est-à-dire de la République démocratique, libérale, progressive, ouverte à toutes les bonnes volontés.
Si les électeurs m'honorent de leurs suffrages. je ferai dans l'avenir ce que j'ai fait dans le passé; mes efforts seront consacrés à. poursuivre la réalisation de nos principes communs.
Vous me permettrez d'insister plus spécialement sur un point : la défense de la société civile contre le parti clérical. Le parti clérical, tel est l'adversaire contre lequel il faut lutter sans violence, mais non sans faiblesse, par la libre discussion et par les lois. »

 En 1885, 1887, 1894 et 1895, il est candidat à l'élection présidentielle, où il échoue à sa dernière tentative face à Félix Faure (361 voix contre 430 sur 801 votants).
Il prononce un grand nombre de discours : sur le conseil supérieur de l’instruction publique, sur la nouvelle loi du jury, sur la loi Ernoul donnant à la commission de permanence le droit de requérir durant les vacances des poursuites en cas d’offense à l’Assemblée, contre la restitution aux princes d’Orléans des biens formant l’objet de la donation du 7 août 1830, contre la loi des maires, la loi électorale politique et la loi électorale municipale, etc. Il préside la réunion de l'Union républicaine, voté pour l’ensemble des lois constitutionnelles, contre l’abrogation des lois d'exil, le 24 mai, l'état de siège et la loi des maires. Il mérite également la reconnaissance des Parisiens, en faisant adopter par l’Assemblée la loi grâce à laquelle a été rendu au conseil municipal de Paris le droit de voter son budget extraordinaire, droit dont une loi de l’Empire restée en vigueur l’avait dépouillé. Sans cette sage précaution à laquelle personne ne songeait, l’Assemblée aurait eu le droit de régler le budget de la ville, et le maintien de cette législation aurait pu provoquer de graves conflits.
Toujours homme public en vue, il prend une part prépondérante dans la dénonciation du scandale de Panama et est au nombre des candidats le plus évoqués pour la présidence après l'assassinat du président Carnot en 1894. Il redevient président de la Chambre de décembre 1894 à 1898. En juin 1898, il forme un gouvernement quand le pays est violemment agité par l'affaire Dreyfus ; il prend parti pour Alfred Dreyfus. Il a comme secrétaire particulier un jeune avocat israélite : Louis André Caen ; sa fermeté et son honnêteté augmentent le respect du public à son endroit, mais un vote hasardeux renverse son ministère en octobre. Comme chef des radicaux, il soutient activement les ministères Waldeck-Rousseau et Combes, particulièrement en ce qui concerne les lois sur les congrégations religieuses et la séparation de l'Église et de l'État.  Il est élu président de la Chambre des députés par 500 voix sur 581.
Le 8 juillet 1905, les congressistes du Parti radical le nomment, par acclamation, membre du comité exécutif de cette formation politique.

### Franc-maçonnerie

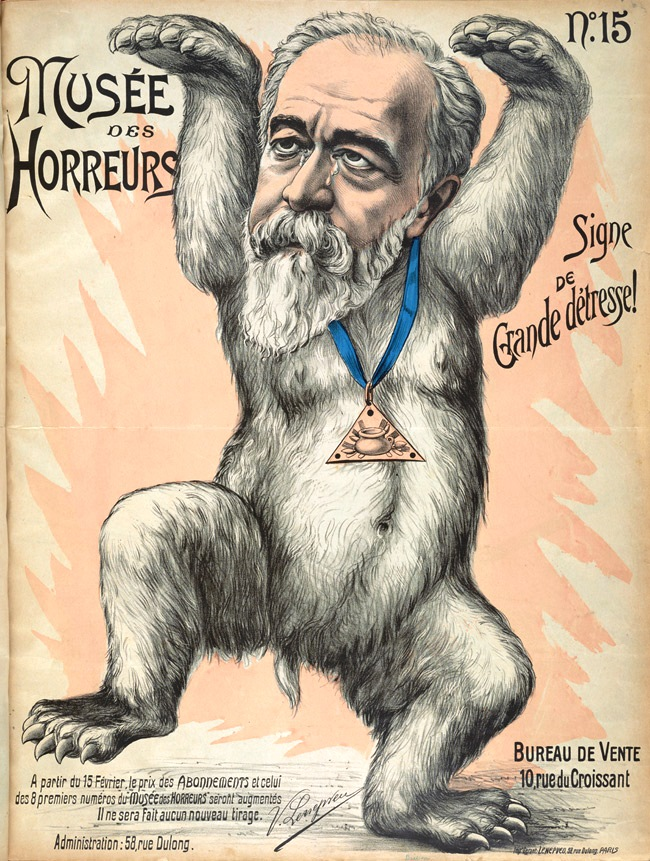
Signe de Grande détresse ! de F. Lenepveu, Musée des horreurs n° 15, 1900.

Franc-maçon, fermement anticlérical, il est partisan convaincu de l'éducation primaire obligatoire. Il est initié et reçu dans la loge « Saint Vincent de Paul » n°133, appartenant à la Grande Loge centrale de France au sein du  Suprême Conseil de France le 7 novembre 1856. Cette loge prend ensuite la dénomination de « La Justice » no 133. Elle appartient à la Grande Loge de France, créée en 1894. Il est très actif jusqu'en 1870 et bénéficie d'une aura et d'une image importante au sein de la franc-maçonnerie en général. Il s'en détache partiellement par obligation, ses engagements politiques l'éloignant parfois des temples maçonniques. 
On lui prête une intervention particulière à la tribune de l'Assemblée nationale qui est demeurée célèbre mais qui n'est attestée d'aucune façon, documents officiels, articles de journaux, ni de témoignages. Le 22 juin 1899, Henri Brisson y aurait fait le célèbre « signe de détresse » maçonnique : du haut de la tribune, Brisson prend une posture peu ordinaire, il croise les doigts, paumes vers l’avant, tend les bras au-dessus de sa tête, face vers le ciel, renverse son corps en arrière (un signe appartenant au grade de maître maçon) et lance un « À moi les enfants de la veuve ! » Ce cri, dit-on, aurait permis de rallier les députés francs-maçons présents et sauver le ministère Waldeck-Rousseau.

### Fonctions
Il occupe les fonctions de président du Conseil des ministres à deux reprises :
- du 6 avril 1885 au 29 décembre 1885 : voir gouvernement Henri Brisson (1)
succédant à Jules Ferry (2e gouvernement), et étant à son tour remplacé par Charles de Freycinet (3e gouvernement),
- du 28 juin 1898 au 26 octobre 1898 : voir gouvernement Henri Brisson (2)
succédant à Jules Méline (gouvernement Méline), et étant à son tour remplacé par Charles Dupuy (4e gouvernement)[n 2]

## Postérité
- Le 3 mai 1883, en présence de Jules Ferry, il inaugure à Vierzon la première école nationale professionnelle (ENP). Ce lycée porte actuellement le nom de lycée polyvalent Henri-Brisson[15].
- Il existe depuis 1928 une rue Henri-Brisson dans le 
18e arrondissement de Paris, voie ouverte sur l’emplacement du bastion 38 de l’enceinte de Thiers.